# Поповка (Гагарінський район)
Поповка (рос. Поповка) — присілок Гагарінського району Смоленської області Росії. Входить до складу Покровського сільського поселення.
Населення — 4 особи. 